# ووچاک (سمدروو)
ووچاک (به صربی: Vučak) یک منطقهٔ مسکونی در صربستان است که در اسمدرفو واقع شده‌است. ووچاک ۱٬۶۵۵ نفر جمعیت دارد.